# Las Pilas, Churumuco
Las Pilas är en ort i Mexiko.   Den ligger i kommunen Churumuco och delstaten Michoacán de Ocampo, i den södra delen av landet, 270 km väster om huvudstaden Mexico City. Las Pilas ligger 209 meter över havet och antalet invånare är 324.
Terrängen runt Las Pilas är varierad. Runt Las Pilas är det glesbefolkat, med 15 invånare per kvadratkilometer. Närmaste större samhälle är Churumuco de Morelos, 4,8 km sydväst om Las Pilas. I omgivningarna runt Las Pilas växer huvudsakligen savannskog.